# أرمين هوفمان
أرمين هوفمان هو مربي ومصمم جرافيك سويسري، ولد في 29 يونيو 1920 في فينترتور في سويسرا.